# Giro del Piemonte 2006
Il Giro del Piemonte 2006, novantatreesima edizione della corsa, valevole come prova dell'UCI Europe Tour 2006 categoria 1.HC, si svolse il 12 ottobre 2006 su un percorso di 176 km. La vittoria fu appannaggio dell'italiano Daniele Bennati, che completò il percorso in 4h11'45", precedendo lo svizzero Grégory Rast e l'australiano Gene Michael Bates.
Sul traguardo di Alba 110 ciclisti, su 158 partiti da Asti, portarono a termine la competizione. 

## Squadre e corridori partecipanti
| N.      | Cod. | Squadra                          |
| ------- | ---- | -------------------------------- |
| 1-8     | ASA  | Acqua & Sapone                   |
| 11-18   | A2R  | AG2R Prévoyance                  |
| 21-28   | BAR  | Barloworld                       |
| 31-38   | GCE  | Caisse d'Epargne-Illes Balears   |
| 41-48   | FLM  | Ceramica Flaminia                |
| 51-58   | PAN  | Ceramiche Panaria-Navigare       |
| 61-68   | COF  | Cofidis, le Crédit par Téléphone |
| 71-78   | DVL  | Davitamon-Lotto                  |
| 81-88   | LAM  | Lampre-Fondital                  |
| 91-98   | LIQ  | Liquigas                         |
| 101-108 | MIE  | Miche                            |

| N.      | Cod. | Squadra                            |
| ------- | ---- | ---------------------------------- |
| 111-118 | NSM  | Naturino-Sapore di Mare            |
| 121-128 | PHO  | Phonak Hearing Systems             |
| 131-138 | SDV  | Saunier Duval-Prodir               |
| 141-148 | CLM  | Selle Italia-Serram. Diquigiovanni |
| 151-158 | AGC  | 3C Casalinghi Jet-Androni Gioc.    |
| 161-168 | CSC  | Team CSC                           |
| 171-178 | LPR  | Team LPR                           |
| 181-188 | MRM  | Team Milram                        |
| 191-198 | TEN  | Tenax-Salmilano                    |
| 201-208 | TMO  | T-Mobile Team                      |

## Ordine d'arrivo (Top 10)
| Pos. | Corridore          | Squadra           | Tempo    |
| ---- | ------------------ | ----------------- | -------- |
| 1    | Daniele Bennati    | Lampre            | 4h11'35" |
| 2    | Grégory Rast       | Phonak            | s.t.     |
| 3    | Gene Michael Bates | Team LPR          | s.t.     |
| 4    | Manuele Mori       | Saunier Duval     | s.t.     |
| 5    | Vicente Reynés     | Caisse d'Epargne  | s.t.     |
| 6    | Björn Leukemans    | Davitamon         | s.t.     |
| 7    | Błażej Janiaczyk   | 3C-Androni        | s.t.     |
| 8    | Cristian Moreni    | Cofidis           | s.t.     |
| 9    | Paride Grillo      | Ceramiche Panaria | s.t.     |
| 10   | Kurt Asle Arvesen  | Team CSC          | s.t.     |